# Zapora Hebgen

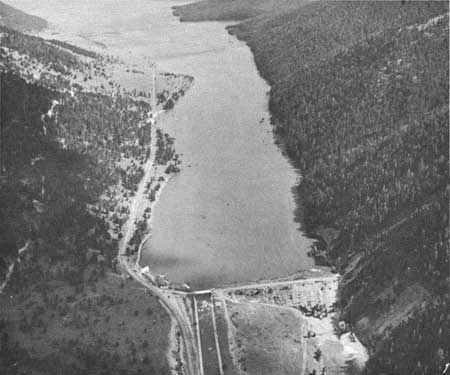
Uszkodzona zapora po trzęsieniu ziemi z 1959 roku.

Zapora Hebgen (ang. Hebgen Dam) – ziemna zapora wodna o podstawie betonowej zlokalizowana na rzece Madison w stanie Montana (Stany Zjednoczone). Wysokość zapory wynosi 26 m, długość 220 m. Zapora jest zarządzana przez PPL Montana, głównym zadaniem zapory jest magazynowanie nadmiaru wody i regulacja poziomu wody na rzece Madison oraz produkcja energii elektrycznej. Przepływ wody przez zaporę wynosi 25 m³ na sekundę.
Zapora została wybudowana w 1914 roku, w wyniku jej powstania na rzece zostało utworzone sztuczne jezioro Hebgen. W trakcie trzęsienia ziemi z 1959 roku tama została uszkodzona.